# Sfenodonty
Sfenodonty, gady ryjogłowe (Sphenodontia) – rząd gadów z nadrzędu lepidozaurów, o prymitywnej budowie, w większości wymarłych (rozkwit przeżyły w erze mezozoicznej). Są grupą siostrzaną łuskonośnych (jaszczurek, amfisben i węży).

## Morfologia
Zachowały niektóre cechy wczesnych gadów: resztki struny grzbietowej, żebra skórne, rozmieszczenie zębów. Wymarłe gatunki miały niecały metr długości. Odżywiały się głównie owadami i mięczakami. Niektóre (rodzina Pleurosauridae) prowadziły ziemno-wodny tryb życia.
Dawniej łączono z nimi rynchozaury (Rhynchosauria), żyjącą w triasie grupę gadów o charakterystycznie zagiętym w dół przodzie pyska, spokrewnioną bliżej z archozaurami.

Kladogram zauropsydów:
1. sfenodonty
2. jaszczurki
3. węże
4. i 5. archozaury

## Ewolucja
Sfenodonty i ich grupa siostrzana, łuskonośne, należą do nadrzędu lepidozaurów (Lepidosauria), jedynych współczesnych przedstawicieli kladu Lepidosauromorpha. Zarówno łuskonośne jak i hatteria, jedyny żyjący obecnie przedstawiciel sfenodontów, mają zdolność do odrzucania ogona w razie zagrożenia oraz poprzeczną szczelinę kloakalną. Początek sfenodontów miał miejsce prawdopodobnie w okresie rozejścia się linii ewolucyjnych diapsydów na lepidozauromorfy i archozauromorfy. Podobieństwo hatteriowatych do jaszczurek jest jedynie powierzchowne, gdyż przedstawiciele tej rodziny wykazują kilka cech niewystępujących u innych gadów. Kształt typowy dla jaszczurek występował powszechnie u wczesnych owodniowców – najstarszy znany gad, Hylonomus, również przypominał współczesną jaszczurkę.
Linia ewolucyjna sfenodontów oddzieliła się od łuskonośnych prawdopodobnie około 250 mln lat temu. Przedstawiciele niektórych rodzajów mezozoicznych sfenodontów, takich jak Clevosaurus, występowali na całym świecie.
Obecnie sfenodonty reprezentowane są przez jeden lub dwa gatunki z rodzaju Sphenodon, zaliczanego do rodziny Sphenodontidae. Pozostałe wymarły około 60 mln lat temu.